# 斎藤喜博
斎藤 喜博（さいとう きはく、1911年3月20日 - 1981年7月24日）は、日本の教育者。

群馬県佐波郡芝根村（現・玉村町）生まれ。群馬師範学校（現・群馬大学共同教育学部）本科第一部卒業。小中学校の教師や群馬県教職員組合常任委員（文化部長）を経て、1952年、佐波郡島小学校長となり、11年間、「島小教育」の名で教育史に残る子どもたちの表現力を育てる実践を展開した。計8回開かれた公開研究会には、全国から延べ1万人近い教師、研究者らが参観に来た。
併行して民間教育研究運動にも積極的に携わり、自ら設立に関与した教育科学研究会（教科研）教授学部会や教授学研究の会で現職教員を指導した。また、全国数多くの小中学校を教育行脚して授業を行い、教師と子どもたちを指導した。いくつかの小中高校には複数年にわたって定期的に指導に入り、その成果を発表する公開研究会を開いた。さらに、6つの大学の非常勤講師を務めて教師養成教育に携わり、1974年には宮城教育大学教授に就任した。
授業論を中心とした膨大な著書があり、２期にわたって編集された『斎藤喜博全集』全30巻にまとめられている。
土屋文明に師事する歌人としても著名で、5冊の歌集がある。1981年、肝硬変のため70歳で死去。

## 島小教育

### 学校づくり
斎藤が41歳で校長として赴任した島村立島小学校（後の伊勢崎市立境島小学校、2016年閉校）は、群馬県南端の利根川を挟んで本校と分校がある小さな学校で、教師も子どもたちも活気に乏しかった。斎藤は子どもたちを生き生きさせるために、まず表現力を育てる教育が必要だと考え、そのための教科として国語、音楽（合唱）、体育（跳び箱、マット、行進）を重視した。子どもたちの表現力を育てるには、まず教師自身が表現力を高めないといけないということから、斎藤の「学校づくり」 の仕事は、教師の研修に力を尽くすことから始まった。教師たちは斎藤校長の指導に応えて懸命に努力し、その成果が日常の授業に反映されていった。
旧態依然としていた教育方法や学校経営も、次々に改善・改革されていった。一斉指導から分団学習へ、通信簿の廃止、職員会議は月１回とし、それも定刻になったら止めて残りは次回廻しとし、後は合唱やソフトボールを楽しむ等々。卒業式が呼びかけ式に変わったのもその１つである

### 地域と結びついた学校
島小教育の初期、斎藤校長は毎月父母参観日を設けて授業を公開し、併せて懇談会や合唱、校長講話など内容を魅力的なものにすることに努めた。その結果、従来は学期末にだけ開く授業参観も参加者は限定的だったというのに、斎藤校長になってからは母親の参加がどんどん増えてほとんどの母親が参加するようになり、この母親集団は島小や斎藤校長の応援団になったと斎藤は『学校づくりの記』で書いている。
また、当時は地域と学校の連携を重視する社会教育の運動が盛んになり始めた時期だったが、その先駆けとして斎藤は、島村と東大教育学部教育社会学研究室（宮原誠一教授）が提携して行った４年間の「島村総合教育」の橋渡しをして事務局長を務め、村内に数多くの趣味や研究のサークルをつくり、また村民向けの講演会を夏休みに数々開催して奮闘した。この教育運動には島小の教師たちも村内に入って活動し、それによって得た自信は大きかったという。これは、「地域社会と結び付いた学校」の先駆的実践であった。

### 教員組合活動
話は逆上るが、1945（昭和20）年の敗戦を機に、GHQ（連合国軍最高司令官）の指令で日本教職員組合（日教組）が結成された。それに至るまでに全国各地で結成の準備会が開かれたが、群馬県佐波郡の準備会には郡内の芝根小学校に勤務する34歳の青年教師・斎藤が参加し、理事に選ばれた。斎藤は、その後活発に活動を続け、49年には群馬県教組常任委員（文化部長）に選出された。
文化部の仕事は教育研究活動を推進することであったが、斎藤は月刊の機関誌『文化労働』を創刊し、組合員教師の啓蒙に努めた。また日教組の全国大会や教育研究集会に毎度参加したが、ここで新しい民主主義教育の情報を得、また日教組講師団の学者、特に東大のいわゆる「３Ｍ教授」（勝田守一、宮原誠一、宗像誠也）と昵懇の間柄になったことは、後の島小教育を進める上で大いに役立ったと言える。上記宮原誠一と連携した島村総合教育などはその典型的な一例である。
２年間の文化部長の任期を終えて、斎藤は島小学校長になった。その３年目、「偏向教育」を是正するとして文部省は「教育二法」の制定を意図して大騒ぎになったが、衆院文部委員会で開かれた公聴会に、斎藤は大学学長、東京都PTA会長、日教組委員長などそうそうたる９人の公述人の一人として選ばれ、二法への反対意見を述べた。当時すでに斎藤は、現場教師の代表者として認知されていたのである。

### 公開研究会
島村総合教育が終わる頃には、島小の教育も充実してきた。また下記のような斎藤の著書や島小職員の実践記録を読んだ参観者が日毎に増え、授業に支障を来すようになったので、教育成果をまとめて発表するために、島小教育４年目の1955年から年１回公開研究会が開かれることになった。内容は、授業公開と運動場での合唱、体育演技、行進、加えて島小の教師たちの合唱、そして夜の研究懇談会などであった。島小教育終焉まで計８回の公開研究会には、全国から延べ１万人近い教師、研究者が参集した。学生や行政関係者、ジャーナリストなどもいた。

### 「全国区」になった島小
島小教育11年の後半には、島小実践の成果を踏まえた斎藤の迫力を持った授業論書『授業入門』（60年、国土社）が発刊され、同時に、島小で２年間写真を撮ってきた川島浩の作品に斎藤が解説を付けた島小写真集『未来誕生』（麦書房）も出た。またこれ以前に、斎藤校長に励まされて島小の教師たちの書いた実践記録が島小初年度からガリ版刷りの『島小研究報告』として年１回出ていたし、教師たちの実践記録集『未来につながる学力』（58年、麦書房）や斎藤の実践記録『学校づくりの記』（58年、国土社）も出版されていた。
これら島小関係の出版物と公開研究会によって「島小教育」は全国的に有名になり、「「斎藤喜博追いて吾らの熱かりき「ちょうちん学校」と揶揄されにつつ」（青田
綾子） と詠われるような、斎藤実践に憧れて努力する無数の教師を生んだ。法則化運動（現TOSS）の向山洋一 も、百マス計算の隂山英男も、青年教師だった時代に斎藤の著書を読んで教育への情熱を掻き立てられたと書いている。

### 合唱に対する批判
表現力を育てる教育の一環として、斎藤は合唱に力を入れていた。曲目は、文部省唱歌やわらべ歌もあったが、ハレルヤ、美しく青きドナウ、稜威など西洋の名曲も多かった。彼の合唱指導は、口を大きく開け、からだ全体で息をして発声させるものであった。島小では実際の指導は学級担任に任せたが、境小では定年まで後５年ということで、自ら子どもたちの前に立って指揮をしながら指導した（冒頭の写真）。それは、天地をゆるがすような大音量の合唱であった。筑摩書房の編集者がこの合唱を聴いて感動し、音楽会での録音テープを４枚組のLPレコードに編集して『境小・島小合唱集　風と川と子どもの歌』というタイトルで出版した（70年）。
ところが、これに対して作曲家の中田喜直が1970年11月25日付の読売新聞で「合唱の根本であるハーモニーを忘れた、大部分でたらめのひどいもの。…合唱というよりむしろ雑唱」と厳しく批判した。同紙は斎藤に反論の執筆を打診したが、彼にその気がないということから、島村総合教育に参画して島小をよく知る評論家の丸岡秀子に執筆を依頼した。丸岡の反論は、「立派な健康児の合唱」と題して12月2日付の同紙に載ったが、これを機に、このレコード集のハーモニーの有無を巡って論議が湧き起こった。音楽家の多くはこのレコードに否定的で、音楽教育学者の河口道朗は、『風と川と子どもの歌』のうち難しい楽曲群については「はたして合唱と言えるのか疑いたくなるような聞くに耐えない面がある」と評し、これら小学生には適切ではない楽曲を斎藤らが作ってしまった背景には、彼らの中に西洋の「巨匠」たちの作品を無条件に良いものと見る考え方があったのではないかと指摘しているが、これなどは批判の一例である。
一方、こういう批判に対しては、斎藤が指導した合唱は、野外で歌声を遠くに響かせる民族音楽的な地声合唱であり（小泉文夫が紹介するブルガリアの合唱が典型）15)、これを石の建物の中で賛美歌を響かせることから始まった西洋音楽の頭声発声一辺倒の観点で批判するのは当を得ていない。斎藤は、西洋の児童合唱団のコピーではない「日本の子どもの合唱」をつくったのだという反論がある。

### 島小の映画化
島小は、３度映画化されている。①「たのしい学校劇」1956年、第一映画社、②「未来につながる子ら」61年、共同映画社、木村荘十二監督、③「芽をふく子ども」62年、近代映画社、原功監督、新藤兼人監修
このうち①と②は島小の姿を断片的にしか伝えていなくて、全く意に添わない映画だったと斎藤は評している。③は授業や卒業式など感動的な場面が多いが、自然の風景や七夕祭りなどが入っていて折角の感動が中断されてしまったと斎藤は不満を感じ、これらの場面をカットして、もっと授業の場面を多く入れるように求めた。しかし、これは営業上の理由で折り合いがつかず、結局この作品は一般の映画館での上映は見送られた。この映画は第３回モスクワ国際映画祭に出品され、審査員特別賞を受賞したが、斎藤の要求を受け入れていればグランプリを獲得したのではないかと彼は書いている。

## 全国的な教育活動

### 教科研教授学部会・教授学研究の会
斎藤は島小11年の後、近隣の境東小学校に１年勤めた後、境小学校長に転じたが、この頃、太平洋戦争以前からの古い歴史を持つ民間教育研究団体である教育科学研究会の研究大会が開かれた。同会は戦時中は休会していて戦後再建されたのであるが、斎藤はこの再建活動に積極的に関わった。彼は、かつては日教組の教研集会に積極的に参加していたのであるが、教科研再建の動きが生まれてからは、党派色の薄い同会の活動に軸足を移したのである。
再建された教科研の第２回の研究大会（1963年）からは、斎藤と共に活動していた当時東大の大学院生でソビエト教授学の研究者である柴田義松らと諮らって、会内に「教授学部会」を設立した。斎藤は、島小や境小での教育実績を基に、「すぐれた授業」を成立させるための方法の体系化、すなわち授業の学問の構築を目指していたのであるが、当時の教育学では、柴田が紹介したソビエト教授学の「教授学」が授業の学問の呼称であるとされていたので、「教授学部会」と名付けたのであった。
研究大会の同部会では、いつも最初に斎藤が基調講演を行って会の議論をリードした。67年の第４回大会などでは、３日間５時間にわたって「授業が成立するための基本的条件」という講演が行われた。柴田によれば、「教授学部会は、斎藤さんに教えを受ける斎藤学校になった」という。
斎藤人気で、教科研大会での教授学部会への参会者は他部会に比して突出して多く、会場に入り切れないほどになってしまった。そこで世話人の柴田が、部会を渡り歩く人は入室を遠慮するよう表明したところ、これを不満とする参会者が大会本部に訴え、本部が参会者の肩を持つような対応をしたためトラブルが生まれたりした。こんなことが一因になって、斎藤は1973年、教科研を脱退して独自に「教授学研究の会」という研究会を立ち上げた。すでに斎藤は、69年に58歳で境小学校長を定年退職していた。この会は、斎藤が亡くなる81年まで日常的に研究会を持つと同時に、毎年１回研究大会を開き、各回定員一杯の700名を超える参会者を集めた。
この教授学研究の会の大会でも、冒頭に斎藤が基調講演を行い、それが後に何冊もの授業論書にまとめられた。また教科研教授学部会の時代から引き続いて、大会での研究発表の内容を中心とした『教授学研究』という紀要が計11冊刊行された（国土社）。

### 全国の学校での定期的指導
定年前から神戸御影小、定年後は広島県大田小、室蘭啓明高、青森三本木中、呉鍋小、長崎森山東小、石川東陵小等々、斎藤の教育に共鳴する学校にそれぞれ毎年３回ほど定期的に訪れて教師と子どもたちを指導し、その成果を発表するために公開研究会を開いた。特に御影小、大田小、啓明高などは指導に入った年数も長く、公開研究会の回数はそれぞれ８回、６回、５回を数えた。これらの学校の当時の校長の回想記が、斎藤の個人雑誌『開く』30集（最終号、82年）や『総合教育技術』1981年10月号（特集=斎藤喜博ーその人と仕事に学ぶ）に載っている。また晩年には、全国の数多くの小中学校を「教育行脚」して回り、国語、合唱、体育（跳び箱、マット、行進）の授業を行い、教師と子どもたちを指導した。教育行脚での授業記録は『わたしの授業』全５巻（1977-82年、一莖書房）に収められている。
また、佐賀大学、大分大学、岡山大学、都留文科大学等々の非常勤講師を務め、晩年には宮城教育大学の林竹二学長に要請されて同大授業分析センター教授に就任し、同大の定年まで半年間だったが横須賀薫教授を扶けて教授学演習を担当し、教師養成教育に努めた。師範出の小学校教師が大学教授になるなどというのは、当時としてはは全く画期的なことであった。
このように斎藤の教育活動は、定年後も東奔西走、多忙を極めた。

### 第３日曜の会
上記のような、集団を対象とした教育活動と併行して、斎藤は「第３日曜の会」という個人的な研究会を境小学校長時代から毎月第３日曜日に群馬県玉村町の自宅で開いていた。これは、全国各地から教師が合唱の録音テープ、クラス全員の子どもの絵、各教科の実践記録などを持参して来て斎藤の指導を受ける会で、合唱でのピアノ伴奏の仕方や国語教材の朗読の仕方などは実演を交えて指導が行われた。研究者も参加していて、ある研究者は、この会を「斎藤ゼミ」と呼んだという。会は初めは参加自由だったが、12畳の部屋に70人近くにもなったので、後に40名ぐらいに制限された。
この会は斎藤が亡くなるまで12年間続いたが、この間、遠く岩手や大阪、富山などからほとんど休まずに参加した教師が何人もいた。この第３日曜の会の情景は、1978年３月放映のNHKテレビ「教えるー斎藤喜博の教育行脚」に映っている。

## 作歌活動
斎藤は、同郷の土屋文明に師事するアララギ派の歌人としても著名で、土屋の要請に応えてアララギの郷土歌誌『ケノクニ』（毛の国）を1946年に創刊し、亡くなるまでの35年間、１回も休まずに毎月発行し続け（通算421号）、また自身も生涯に3423首の歌を詠んで５冊の歌集を出版した。青年教師だった時代には、「羊歯の葉は谷をうづめて茂り合ひあはれ去年の日もかくて嘆きし」（『羊歯』）というような抒情的な歌が多かったが、校長になってからは「闘ふために短歌も武器とせむ文学になるかならぬかは今は問はず」（『証』）と観じ、「理不尽に執拗に人をおとしめて何をねらうのかこの一群は」（『職場』）のように、彼の教育活動を妨害する輩を痛烈に批判する歌が増えた。創造的・革新的な教育を進めることによって生まれるストレスや鬱屈を、彼は歌で発散させていたと見ることができる。
しかし、臨終の床で詠んだ歌は「今になほうずく心よはるかなるものをみつめて歩み来にけり」「岩つばめはわが窓に来てチチチチと鳴きて行きたり楽しかりけり」（『草と木と人間と』）など、抒情の世界へ回帰するものであった。なお、亡くなる１年前には「斎藤教授学と云はれしものも残りしか残ってもよい残らなくもよい」と詠っている。
斎藤は『ケノクニ』を主宰するだけでなく、朝日新聞群馬版の歌壇の選者も務め、また当時国民病だった結核の療養所にはたいてい短歌のサークルがあって歌誌を発行していたが、斎藤は４つの療養所の歌誌の選者も務めていた。

## 斎藤喜博を再評価する動き
すでに見たとおり、斎藤喜博の島小教育は全国的に有名になり、わが国初等教育の金字塔として評価される存在であった。ところが、意外なことにお膝元の群馬県では、斎藤の母校群馬師範の後身である群馬大学に勤務した永井聖二によれば、教育実習のカリキュラムを検討する会議で「斎藤の実践を後輩たちに知ってもらいたい」と発言したところ、教科教育担当の教官から「群馬県の教育界では斎藤喜博のきの字もない」とにべもなく拒否されたという。「昭和50年代のことだが、すでにその時期から故郷の教育界の「主流」が斎藤を見る目は冷たかったようである」と永井は書いている。その証拠に、斎藤と同時代の著名な教育者だった東井義雄や国分一太郎は、それぞれの故郷である兵庫県や山形県に立派な記念館や資料館が建っているが、斎藤の故郷群馬県には何もない。
斎藤は、周囲と安易に妥協せず自らの信念に従って教育実践を貫いたので、周囲から批判を浴びることも多く、また公開研究会の案内を教育委員会に出さないなど教育行政と軋轢を生むことも少なくなく、周辺校の校長らのやっかみもあった。これらのことが、全国的な名声とは裏腹な地元での批判・冷遇の要因であろう。
ところが、2021年３月31日から４月30日まで、群馬大学図書館と群馬県立図書館で「斎藤喜博展」が催されたのである。ポスターでは、「戦後、群馬県の農村にある小さな小学校の名を全国に轟かせた伝説の校長、斎藤喜博。子どもの可能性を信じ、潜在能力を引き出す。その教育実践に迫る資料を紹介します」と謳っている。2021年は斎藤の生誕110周年、没後40周年で、これを記念する展覧会だという。

## 著書
斎藤喜博には膨大な分量の著書があり、それらは『斎藤喜博全集』全18巻（1969-71年）、『第Ⅱ期斎藤喜博全集』全12巻（83-84年）=いずれも国土社=にまとめられている。小学校の教師が全集、しかも30巻もの全集を出すのは稀有のことで、前者は1971年、第25回毎日出版文化賞を受賞している。以下、これら膨大な著書を分類してその内容を概説する。カッコ内の数字は、所収されている全集の巻号である。

### 青年教師の時代の著書
斎藤は、初任校の玉村小学校に12年間勤務したが、この時期、教室や授業の様子を克明に記録し、これを基に実践記録を書いてしばしば『教育論叢』という教育雑誌に寄稿した。その数は、７年間で24編に達した。これらを中心にまとめられたのが、処女作『教室愛』（1941年、１）である。同系列の著作が、その後『教室記』（43年、１）、『童子抄』（46年、２）、『続童子抄』（50年、２）と続く。またこの間、児童の作品集『ゆずの花』（42年、２）、幼い長女の独り言を記録した絵本『カヤコチャン』（46年）、村の子どもたちの生活を観察した記録に基づいた童話集『川ぞいの村』（47年）を出版した。とにかく旺盛な執筆活動であり、これは終生続いた。

### 校長時代の著書
島小学校長としての活動は、『学校づくりの記』（58年、11）、『島小物語』（64年、11）に具体的に綴られている。また『可能性に生きる』（66年、12）は、出生から境小学校長期までの自叙伝。
島小学校長８年目（60年）には、迫力を持った『授業入門』が出た。この系列の授業論書は、『授業ー子供を変革するもの』（新書、63年、５）『授業の展開』（64年、６）と続いた。この３冊は「斎藤の授業論３部作」と呼ばれ、版を重ねて現在も絶版になっていない（国土社）。『教育の演出』（63年、５）もある。教育雑誌に載せた教育論、授業論、教師論等も数多く、これらは61年から76年までの間に７冊もの単行本にまとめられている。『授業以前』（３）、『私の授業論』（８）、『現代教育批判』（８）、『校長の良心』、『教師の実践とは何か』（９）、『私の授業観』（９）、『授業小言』（Ⅱ３）。

### 教科研教授学部会、教授学研究の会での基調講演をまとめた本
上記授業論書はみな書き下ろしだが、教科研教授学部会や教授学研究の会で基調講演をするようになってからは、これらの講演録をまとめて単行本化されるようになった。『教育学のすすめ』（69年、６）を始めとして、『授業と教材解釈』（75年、Ⅱ１）、『授業をつくる仕事』（75年、Ⅱ２）、『授業の可能性』（76年、Ⅱ１）、『教師の仕事と技術』（79年、Ⅱ２）などである。

### 教育行脚の時代の著書
定年後の教育行脚で行った授業の記録が『わたしの授業』全５巻（77-82年、Ⅱ４～６）に収められている。また、担任教師の授業に斎藤が介入（口出し）をした『介入授業の記録』全５巻（77-79年）も出版されている。

### ３冊の写真集
前述の島小写真集『未来誕生』に続いて、やはり川島写真・斎藤解説で境小写真集『いのち、この美しきもの』（74年、筑摩書房）が出版され、写真集『斎藤喜博の仕事』（76年、国土社）も出た。

### 対話集
雑誌『教育』に連載された杉浦明平、日高六郎ら１０人の識者との対話が、斎藤喜博対話集『教育と人間』（76年、別巻２）にまとめられている。林竹二との『子どもの事実』（78年、筑摩書房）という対話書もある。

### 歌集・歌論書
歌集は、『羊歯』（51年）、『証』（53年）、『職場』（61年）=以上（15-2）=、単行本にはなっていないが、この（15-2）に「「職場」以後」として726首か収められている。没後に『草と木と人間と』（83年、一莖書房）。
斎藤は、主宰する歌誌『ケノクニ』に毎号かなり長い編集後記を書き、また選者を勤めた朝日新聞群馬版の歌壇では選後感を書いているが、これらは全文が（Ⅱ12）に収められている。また歌論書『表現と人生』(60年、15-1)もある。
斎藤が作詞し、赤坂里子、丸山亜季、近藤幹夫らが作曲した歌も「細い道」「一つのこと」などを始めとして数多いが、これらは「詩歌」として（Ⅱ12）に収められ、また楽譜を付けて丸山との共著で『合唱曲集　一つのこと』（80年、一莖書房）として出版されている。また、『子どもの四季』のような長いオペレッタの詩もあるが、これも近藤との共著で合唱曲集になっている（79年）。

### その他の著書
斎藤は、定年直後に「ちくま少年図書館」の一冊として『君の可能性』（70年、14）という青少年向けの本を出した。これは痴呆と罵られた死刑囚・島秋人が獄中ですぐれた歌人となった事例を枕にして、君たちには無限の可能性があるということを説いた本である。これは、最近まで絶版にならずに出版されていた。斎藤家の庭の草木について書かれた『人と自然と　わが庭の記』（80年、一莖書房）というエッセイ集もある。

### 最晩年の著作物
1972年（斎藤61歳）、斎藤は季刊の個人雑誌『開く』（明治図書）を創刊した。これは毎号、巻頭に盟友・上野省策の解説を付けた芸術作品の口絵が載り、続けて斎藤の「宿場裏から」というかなり長い連載随筆が掲載され、その後に教師、研究者を始めとする各界の多様な人々の論文、実践記録、随想等々が続く内容豊かな教養雑誌であった。こういう個人雑誌が商業的に成り立つというところに、当時斎藤の著書の愛読者がいかに多かったかということがうかがえる。この『開く』は、斎藤が亡くなるまで10年間、順調に第29号まで発刊を続け、斎藤の没後、追悼号として第30号（最終号）が出て終刊した。
また最晩年、病篤い床で、斎藤は教授学研究の会の機関誌として『事実と創造』という月刊誌の発行を企画した。これは斎藤の意を受けて、横須賀薫ら同研究会の中心となる人々が刊行に向けて努力し、斎藤の臨終とほとんど同時に創刊号が出た。これは、後に発行主体が同会から一莖書房に移り、今日でも発行が続けられている。

### 出版活動
斎藤は自ら執筆するだけでなく、出版の仕事にも関心があり、青年教師時代には草木（くさき）社という出版社を上野省策夫人を名義上の発行人として設立し、ほぼ同年令の近藤芳美の『埃吹く街』、中島栄一『指紋』（共に処女歌集）、杉浦明平『作家論』等を出版し、自身の第２歌集『証』も出している。また定年退職後は、娘婿を発行人として出版社『一莖書房』を設立し、自身の授業論書の他、「授業叢書」「学校づくり叢書」「教授学文庫」「人間と教育シリーズ」など数々のシリーズものを次々に企画して、すぐれた実践を行っている教師たちに本を出版するチャンスを与えた。明治図書からも『開く』叢書を出している。斎藤喜博は、稀代の教育者であると共に、センス溢れる出版人でもあったのである。